# Errant Glacier
Errant Glacier är en glaciär i Antarktis. Den ligger i Östantarktis. Nya Zeeland gör anspråk på området. Errant Glacier ligger 472 meter över havet.
Terrängen runt Errant Glacier är huvudsakligen kuperad, men åt sydväst är den bergig. Trakten är obefolkad. Det finns inga samhällen i närheten.